# Pont Vell d'Ontinyent
El Pont Vell d'Ontinyent (Vall d'Albaida) és un pont del segle xvi sobre el riu Clarià que unix la part antiga de la ciutat, coneguda com la Vila, amb la nova. Consta de dos arcs de mig punt, encara que lleugerament rebaixat, sustentats sobre tres contraforts, el central dels quals és un formidable peu de carreus en forma de quilla. Tot el pont s'ha construït amb carreus de pedra picada, encara que la baranda va ser construïda amb les restes de diversos portals murals enderrocats a la fi del segle xviii. És un monument d'interés local.

## Història
Començat el 1500 i acabat el 1501, és obra dels Mestres d'obra i pedrapiquers Pere Riba, de Xàtiva, i Joan Montanyés. El pont marcaria una reorientació de les comunicacions de la vila. El 1520-1521 els germanats d'Ontinyent van propiciar la construcció del camí dels Carros, actual barri de la ciutat, des de la baixada del qual es pot contemplar una panoràmica de la Vila i del Raval, amb les cases escampades unes damunt les altres. També en el segle xvi es construiria el Tirador dels Peraires, on els mestres fabricadors estenien i deixaven assecar els draps de llana. El Pont Vell ha desafiat entre d'altres les riuades de 1597, 1689 (quan es va produir l'enderrocament de l'embassament), 1884 (l'any del diluvi) i 1982. Va ser fins al segle XIX l'únic pont que comunicava amb els ravals.